# Xixianykus zhangi
Lo xixianico (Xixianykus zhangi) è un dinosauro saurischio appartenente agli alvarezsauridi. Visse nel Cretaceo superiore (Coniaciano/Santoniano, circa 90 milioni di anni fa) e i suoi resti fossili sono stati ritrovati in Cina.

## Descrizione
Questo dinosauro è noto per uno scheletro incompleto privo di cranio, rinvenuto nella contea di Xixia nella regione di Henan, in Cina. Doveva essere lungo circa mezzo metro ma possedeva zampe posteriori notevolmente allungate in relazione al resto del corpo (lunghezza circa 20 centimetri). Il femore era molto corto rispetto a tibia e metatarso, una caratteristica che indica un animale molto adatto alla corsa. Come tutti i suoi stretti parenti (alvarezsauridi), anche Xixianykus doveva possedere zampe anteriori corte e dotate di un robustissimo secondo dito.

## Classificazione
Xixianykus è stato descritto per la prima volta nel 2010; era un tipico rappresentante degli alvarezsauridi, un gruppo di dinosauri teropodi di piccole dimensioni e dalle caratteristiche insolite. Tra questi, si ritiene che Xixianykus sia uno dei più antichi rappresentanti della famiglia dei parvicursorini, che include gli alvarezsauri più evoluti.